# Marketing multicanal
Marketingul multicanal este marketingul care utilizează o multitudine de diferite canale de marketing pentru a ajunge la consumator.

## Metode
- publicitatea digitală
- e-mail
- DM
- SMS-uri
- rețele de socializare
- IPTV